# Pseudocercospora vitis
Pseudocercospora vitis is een bladvlekkenziekte die behoort tot de familie Mycosphaerellaceae. Het veroorzaakt vlekken op bladeren met van wijnstok (Vitis vinifera).

## Kenmerken
De conidia groeien solitair en zijn bleek olijfkleurig tot donkerbruin. De grootte is 40-75 × 5-8 µm met 5 tot 11 septen.

## Verspreiding
Het komt voor in Noord-Amerika en Zuid-Amerika (Brazilië), Europa (Oostenrijk, Italië, Kroatië, Hongarije, Frankrijk, Duitsland, Polen), Afrika (Zuid-Afrika, Korea, Nigeria) en Azië (China, India, Japan).